# Polizeiuniform (Namibia)

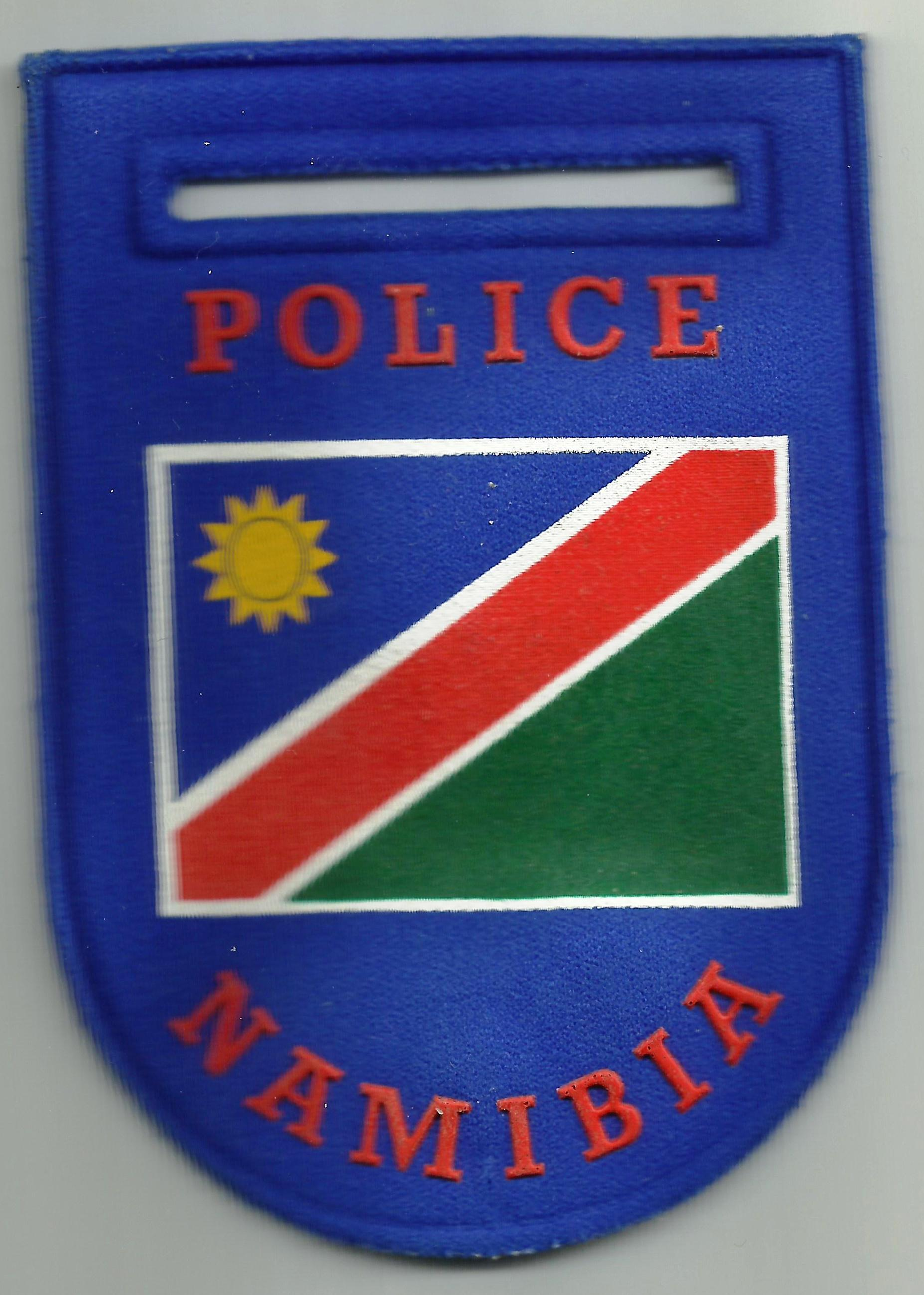
Uniformabzeichen von Nampol

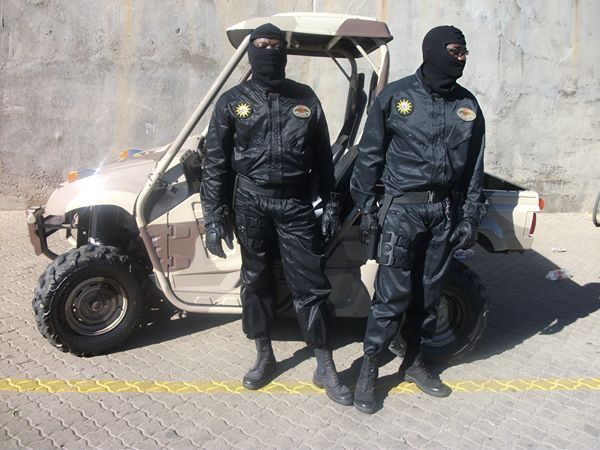
Anti-Terror-Sondereinsatzkräfte der namibischen Polizei

Die namibischen Polizeiuniformen sind die Uniformen der Organe der Polizei im südwestafrikanischen Staat Namibia. Hiervon zu unterscheiden sind die Uniformen der Stadtpolizei Windhoek.

## Grundsätzliches
Die Uniform der namibischen Polizei ist in einer Polizeiverordnung geregelt. Grundsätzlich schreibt diese die Farbe, Ausstattung und den Schnitt aller von Polizisten im Dienst zu tragenden Uniformen vor. Die Uniformen sind einheitlich in hellem und dunklem Blau gehalten und unterscheiden sich innerhalb einer Uniformklasse lediglich in Hinblick auf die Dienstgrade der namibischen Polizei.
Die namibische Polizei unterscheidet zwischen
- Einsatzuniform,
- Streifenuniform und
- Zeremonieuniform

## Streifen- und Einsatzuniformen
Die Einsatzuniform ist die Uniform, die von den Bediensteten im regulären, täglichen Dienst getragen wird. Den Angehörigen höherer Dienstgrade ist die Uniformklasse freigestellt, wobei diese meist die Streifenuniform wählen.
Die Streifenuniform und die Einsatzuniform können ersatzweise getragen werden.
Die Hose beziehungsweise bei weiblichen Polizisten der Rock sind in dunklem Blau gehalten. Hierzu wird ein schwarzer Ledergürtel oder wahlweise (Einsatzuniform) ein breiter, weißer Gürtel getragen. Hosen werden bei der Streifenuniform fußlang mit schwarzen Lederschuhen getragen, im Falle der Einsatzuniform als in schwarze Schaftstiefel eingesteckte Cargohose.
Die Hemden sind in Hellblau und Dunkelblau vorhanden und werden ohne Krawatte getragen. Der Kragen ist als Klappkragen mit relativ tief sitzendem oberen Knopf angelegt. Es ist untersagt, sichtbar unter dem Hemd ein anderes Bekleidungsstück zu tragen.
Als Kopfbedeckung gibt es eine Polizeimütze aus Stoff mit blauem Schirm, eine Stoffmütze mit schwarzem Plastikschirm (je nach Dienstgrad) sowie ein Baseballcap (Einsatzuniform). Alle Mützen sind in Dunkelblau gehalten und mit Rangabzeichen versehen.

## Zeremonieuniform
Die Zeremonieuniform (englisch Ceremonial Uniform) dient zu Repräsentations- und Paradezwecken bei höheren Dienstgraden. Sie wird in voller Ausstattung vor allem bei Nationalfeiern wie dem Unabhängigkeitstag und Vereidigungen getragen.
Die Uniform ist gekennzeichnet von einem dunkelblauen Blazer mit Dienstabzeichen und goldenen Brustbändern. Hierzu wird stets eine dunkelblaue Krawatte zu hell- oder dunkelblauem Hemd getragen.